# Aldo Geraldo Manuel Monteiro
Aldo Geraldo Manuel Monteiro (* 30. November 1994 in Porto Amboim), welcher unter dem Pseudonym Kadú bekannt ist, ist ein angolanischer Fußballtorhüter. Er steht seit 2017 in Portugal bei UD Oliveirense unter Vertrag.

## Karriere
Schon in seiner Jugendzeit spielte er in Portugal bei AC Arrentela, Belenenses Lissabon, Padroense FC. Seine letzten Jugendjahre verbrachte er beim FC Porto. Als A-Jugendlicher debütierte er am letzten Spieltag der Saison 2011/12 in der ersten Mannschaft von FC Porto. Beim 5:2-Sieg am 12. Mai 2012 gegen Rio Ave FC wurde er in der 82. Minute für Rafael Wihby Bracalli eingewechselt. Er gewann mit den FC Porto nicht nur das Spiel, sondern auch die Meisterschaft. Ansonsten wurde er beim FC Porto vor allem in der zweiten Mannschaft eingesetzt.
In der Saison 2015/16 er zum Varzim SC in die LigaPro verliehen. Sein Debüt für seinen neuen Verein absolvierte er am 30. August 2015 beim 2:1-Sieg gegen die zweite Mannschaft von Benfica Lissabon. Nach der Leihe kehrte er nicht mehr zum FC Porto zurück, sondern schloss sich CD Trofense an, welcher in der dritthöchsten Liga von Portugal spielte. Nach nur einer Saison verließ er den Verein wieder und schloss sich UD Oliveirense, welche in der LigaPro spielen, an.